# Кривошлыков (хутор)
Кривошлыков — хутор в Кашарском районе Ростовской области.
Входит в состав Верхнемакеевского сельского поселения.

## История
Получил название в честь видного революционного деятеля на Дону М. В. Кривошлыкова

## География
На хуторе имеются две улицы: Механизаторов и Шолохова.

## Население
| 2010 |
| ---- |
| 38   |